# Nicolas-Philippe Ledru
 (février 2024).
Pour les articles homonymes, voir Nicolas-Philippe Ledru et Ledru.
Nicolas-Philippe Ledru dit Comus (Paris, 1731 - Fontenay-aux-Roses, 6 octobre 1807) était un prestidigitateur avant le mot, physicien et habile illusionniste, il alliait l’amusement à la science, sous Louis XV, et Louis XVI.
Il est le père de Jacques-Philippe Ledru (1754-1832), médecin, membre de l'Académie de médecine et maire de Fontenay-aux-Roses et le grand-père d'Alexandre-Auguste Ledru-Rollin, avocat et homme politique français.

## Biographie
Nicolas-Philippe Ledru montra, le premier, avant même Jean-Eugène Robert-Houdin, la « fantasmagorie », par ses expériences de physique amusante, que beaucoup ont assimilé à de la « magie ». Il avait un cabinet, situé boulevard du Temple, à Paris, où il faisait diverses expériences, devant le public, sur le son, la lumière, l'électricité, le magnétisme, l'incompressibilité de l'eau, etc.
Son cabinet présentait aussi des tours d’illusionnisme, comme la femme automate qui s’habille comme le demande le public, une cage dans laquelle apparaît l'oiseau que l'on désire, une petite figure dont les yeux prennent la couleur de la prunelle de celui qui la regarde, une main artificielle qui écrit les pensées des spectateurs, une « sirène » qui répond aux questions, etc.
Il présenta quelquefois ses tours à la cour de Louis XVI, et en juin 1779 il donna une représentation devant l'empereur Joseph II d'Autriche, voyageant sous le nom de comte de Falkenstein.

## Sources
- La feuille nécessaire, 9 juillet 1759.
- L'Avantcoureur, 1er février 1762, p. 75.
- Lettre de Diderot à Sophie Volland du 28 juillet 1762.
- L'Avantcoureur, 8 avril 1765.
- Lettre et regrets de souscription d'une jeune provinciale à une de ses amies à Paris , sur l'ouvrage intitulé : Récréations physiques et mathématiques du sieur Guyot, 1769, p. 8.
- Almanach forain, 1773.
- Correspondance littéraire, philosophique et critique, janvier 1770, pp. 444-5.
- Journal de Paris, 21 avril 1777, 2 mai 1777; 18 juin 1778, 2 juillet 1778, 15 aout 1778, 31 aout 1778, 8 septembre 1778, 13 septembre 1778; 4 avril 1779, 9 mai 1779, 23 mai 1779, 3 juin 1779, 27 juin 1779, 28 juin 1779, 29 juin 1779; 26 mars 1780; 16 juin 1782.
- Biographie Didot (i.e. Nouvelle biographie générale en 46 volumes, 1855-1866).